# Szara ciężarówka w kolorze czerwonym
Szara ciężarówka w kolorze czerwonym (serb. Сиви камион црвене боје / Sivi kamion crvene boje) – serbski film komediowy z 2004 w reżyserii Srđana Koljevicia, będący jego pełnometrażowym debiutem. Zdjęcia kręcono w Belgradzie.

## Opis fabuły
Akcja filmu rozgrywa się w czerwcu 1991 roku, w ostatnich dniach przed wybuchem wojny w Jugosławii. W czasie rozliczenia przemycanej w ciężarówce broni zakłuwają się nożami wszyscy uczestnicy transakcji. Pieniądze w walizce zabierają dwaj transwestyci, a ciężarówką z bronią ukrytą w schowku odjeżdża Ratko – Bośniak, który opuścił więzienie po odsiedzeniu wyroku za kradzież auta. Z uwagi na daltonizm nie otrzymał nigdy prawa jazdy i nie może w sposób normalny realizować swojej wielkiej pasji – jazdy autami, odziedziczonej po ojcu, kierowcy cysterny. 
Na drodze Ratka staje Suzana, przedstawicielka „złotej młodzieży” z Belgradu, która dowiedziała się, że jest w ciąży i przed dokonaniem aborcji zamierza jeszcze odwiedzić Dubrownik i sprzedać tam swoje obrazy. Dla Suzany Ratko jest zwykłym ograniczonym prowincjuszem, którego nazywa kretynem, bośniackim wieśniakiem (pastuchem) i bije przy każdej nadarzającej się okazji. Lekceważący stosunek Suzany do Ratka ulega stopniowej zmianie wraz z kolejnymi przygodami, których uczestnikami stają się w drodze nad morze. Absurdalny klimat podróży podkreślają lokalni watażkowie, prowadzący ze sobą małą wojnę, niemiecki najemnik który nie chce zabić Ratka z powodu swojej miłości do ciężarówek marki Mercedes w kolorze czerwonym oraz prawosławny duchowny, który przeżył potrącenie przez ciężarówkę i przy pomocy kałasznikowa uspokaja porywczych parafian. Kolejnym celem Ratka i Suzany stają się Włochy.

## Obsada
- Srđan Todorović jako Ratko
- Aleksandra Balmazović jako Suzana
- Dragan Bjelogrlić jako Švabo
- Bogdan Diklić jako pop
- Boris Milivojević jako Grbavi
- Milutin Karadžić jako Sredoje
- Michael Weitz  jako niemiecki najemnik
- Raphael Biotteau jako Crnce
- Željko Božić jako dowódca oddziału wojskowego
- Zoran Brkljać jako piosenkarz
- Milan Delcić jako doktor
- Bojan Dimitrijević jako żandarm
- Uroš Đurić jako Rambo
- Vladimir Djuris jako Sanela
- Đorđe Branković

## Nagrody i wyróżnienia
- 2005: Międzynarodowy Festiwal Filmowy w Sofii - specjalna nagroda jury
- 2005: Warszawski Międzynarodowy Festiwal Filmowy - nagroda FIPRESCI